# トマ・ヴァンソット
トマ・ヴァンソット（Thomas Vinçotte、1850年1月8日 - 1925年3月25日）は、ベルギーの彫刻家である。ベルギーで多くのモニュメントを制作し、アントウェルペン王立芸術学院の教授も務めた。

## 略歴
アントウェルペンの中心のボルヘルハウト（Borgerhout）の裕福な一族に生まれた
。父親は中等学校の数学の教師で後に教育の査察官になった人物で、兄のローベル・ヴァンソット（Robert Vinçotte: 1844-1904）は蒸気機関の安全認証に貢献したエンジニアとして知られている。 
中学で学んだ後、ブリュッセル王立美術アカデミーに入学し、1866年から、ジャン＝ジョセフ・ジャケ（Jean-Joseph Jaquet 1822-1898）とウジェーヌ・シモニス（1810-1882）の教室で学んだ後、パリ国立高等美術学校でピエール＝ジュール・カヴァリエに学んだ。1874年にパリのサロンにジョット・ディ・ボンドーネの彫像を出展し、メダルを受賞した。彫刻家のジャン＝バティスト・カルポーとウジェーヌ・ステヴァンス（Eugène Stevens: 1865-1938）と知り合った。数多くの公共機関から注文を受けてモニュメントを制作した。
1877年から1879年の間はフィレンツェに滞在し、イタリア・ルネサンスの巨匠たちの作品を研究した。1881年にレオポルド勲章のChevalierを受勲した（1887年にOfficier、1896年に Commandeurを受章）。アントウェルペン王立芸術学院の彫刻の教授となり、1886年から1921年までそこで教えた。レオポルド2世から注文を受け彫像やメダルを制作し、ブリュッセルの王宮やサンカントネール公園（Parc du Cinquantenaire）の彫刻を制作し、1918年に男爵に叙せられた。「20人展（Société des Vingt）」であり、1886年にベルギー王立科学・文学・美術アカデミー( Académie royale des sciences, des lettres et des beaux-arts de Belgique)の正会員に選ばれた。
1925年にブリュッセル首都圏地域のスカールベークで亡くなった。

## 作品

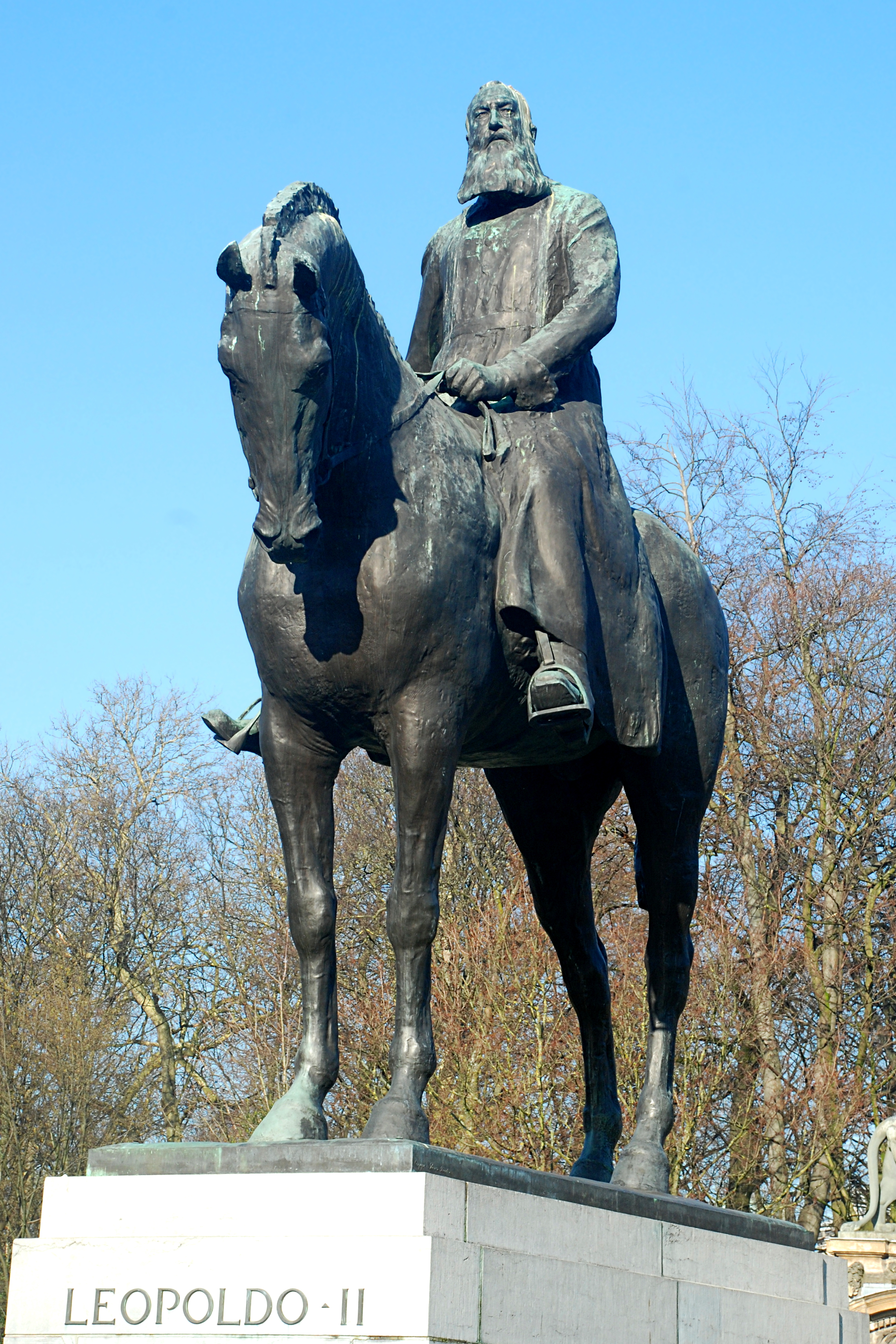
ブリュッセルのレオポルド2世騎馬像(c.1825)
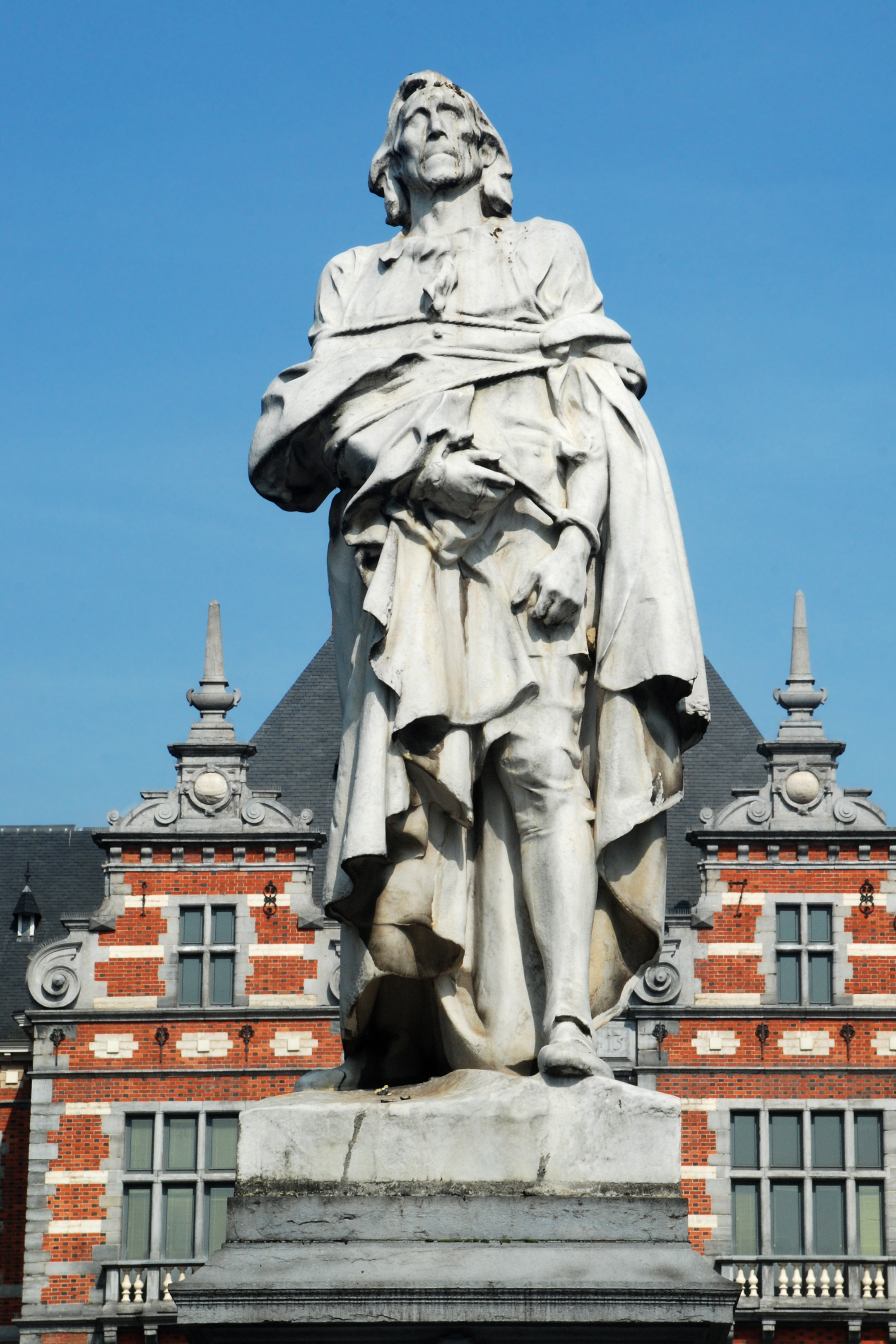
1717年ブリュッセルの暴動の指導者Frans Anneessensのモニュメント（1889）
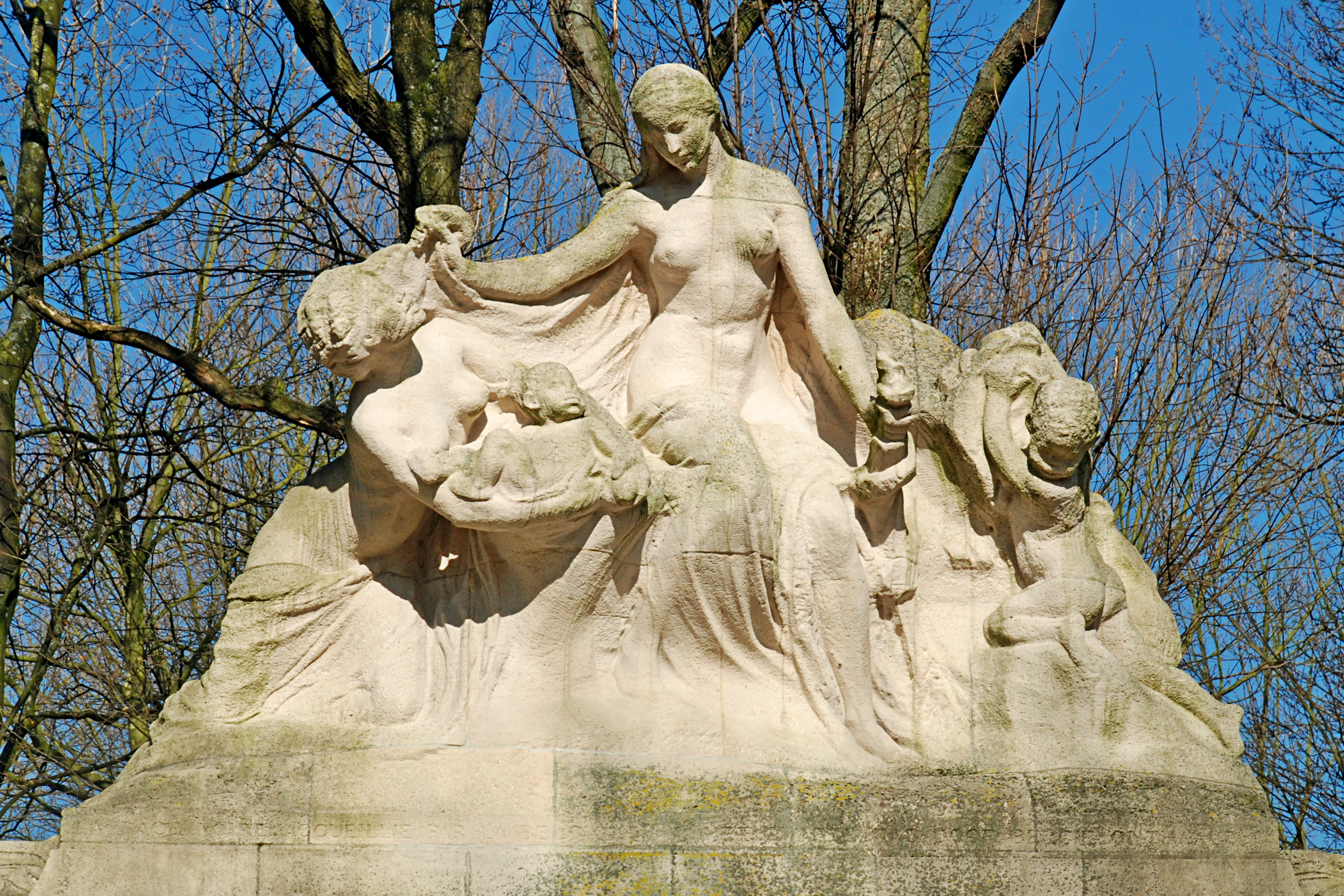
コンゴにおけるベルギー人開拓者記念碑（サンカントネール公園）
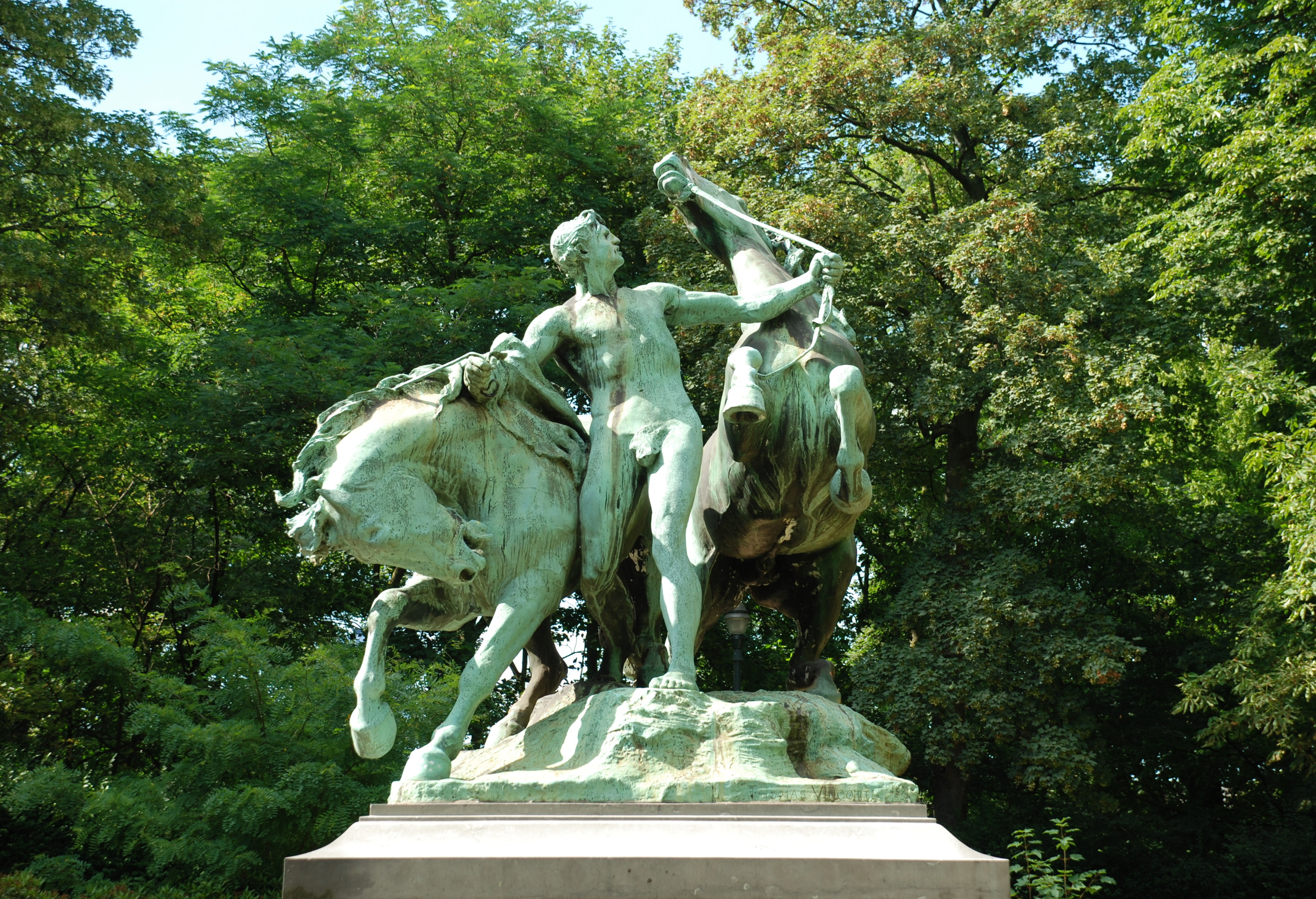
馬の調教師(1885)